# Lai Mẫn
Lai Mẫn (tiếng Trung: 來敏; bính âm: Lai Min; ? - ?), tự Kính Đạt (敬達), là quan viên nhà Quý Hán thời Tam Quốc trong lịch sử Trung Quốc.

## Cuộc đời
Lai Mẫn quê ở huyện Tân Dã, quận Nam Dương, sau cắt thành quận Nghĩa Dương, Kinh Châu, là cháu bảy đời của khai quốc công thần Lai Hấp, con trai của tư không Lai Diễm. Lai Mẫn đọc nhiều sách, tinh thông Tả thị Xuân thu, đặc biệt tinh thông Thương Hiệt thiên, Nhĩ nhã, đi sâu vào huấn hỗ học, thích chỉnh lý văn tự trong thư tịch cổ.
Năm 190, Đổng Trác loạn chính, Trung Nguyên dấy lên chiến hỏa, Lai Mẫn cùng chị gái đến tị nạn tại Kinh Châu. Anh rể của Mẫn là Hoàng Uyển lại là họ hàng xa của Lưu Chương, nên hai người được Chương tiếp nhận, di chuyển vào đất Thục. Lai Mẫn trở thành tân khách của Lưu Chương. Cùng năm, Mạnh Quang từ Lạc Dương vào đất Thục tị nạn. Quang am hiểu Công Dương Xuân thu, hay chê bai Tả thị. Vì thế Quang, Mẫn thường xuyên lời qua tiếng lại đến tận sau này.
Năm 214, Lưu Bị bình định Tây Xuyên, phong Lai Mẫn làm Điển học hiệu úy, cùng Mạnh Quang, Hồ Tiềm, Hứa Từ cùng quản lý văn hiến, điển tịch.
Năm 221, Lưu Bị đăng cơ, thành lập chính quyền Quý Hán, lập Lưu Thiện làm thái tử, thông qua Lưu Ba tiến cử, phong Lai Mẫn làm Thái tử gia lệnh.
Năm 223, Lưu Bị qua đời, Lưu Thiện kế vị, phong Lai Mẫn làm Dũng sĩ trung lang tướng.
Năm 227, thừa tướng Gia Cát Lượng đóng quân ở Hán Trung, chuẩn bị bắc phạt, mời Lai Mẫn theo quân đảm nhiệm Quân tế tửu, Phụ quân tướng quân. Năm 228, Gia Cát Lượng thu quân, chiêu mộ được nhiều hiền kiệt từ phương bắc như Khương Duy, Thượng Quan Tử Tu, Thượng Quan Hiển. Lai Mẫn thấy Thượng Quan Hiển là tướng mới đầu hàng, lại có địa vị cao hơn mình nên bất mãn, mắng Hiển rằng: Người mới có công đức gì, mà đoạt lấy quan tước của ta cho hắn? Mọi người đều ghét ta, là cớ làm sao? Gia Cát Lượng nhận thấy Lai Mẫn cậy già lên mặt, phán tội "loạn quần" (亂群), tai hại hơn cả Khổng Dung, cách hết quan tước của Mẫn.
Năm 234, Gia Cát Lượng qua đời, Lai Mẫn trở về Thành Đô, giữ chức Đại trường thu, không lâu sau bị miễn quan. Lai Mẫn nhiều lần phục chức, rồi lại bởi vì nói năng không kiềm chế, cử chỉ trái với lẽ thường mà bị miễn chức, dần dần quan đến Quang lộc đại phu.
Mùa xuân năm 245, Tào Sảng phát động đại quân tấn công Hán Trung, Lưu Thiện phái Đại tướng quân Phí Y xuất quân từ Thành Đô đến ngăn địch. Lai Mẫn tới nhà Y đưa tiễn, mời Y đánh cờ. Khi đó công văn khẩn cấp đã tới, quân đội đã chuẩn bị sẵn sàng, chỉ chờ Phí Y tới là xuất phát. Trong lúc chơi cờ, Lai Mẫn để ý Phí Y không hề có vẻ lo lắng mỏi mệt, bèn nói: Nãy giờ ta chẳng qua là quan sát người, ngươi là người chịu phó thác, nhất định có thể chiến thắng kẻ địch.
Không lâu sau, Lai Mẫn lại bị miễn chức. Cuối cùng, Lưu Thiện phong Mẫn làm Chấp thận tướng quân. Hai chữ "Chấp thận" (執慎) có hàm ý mong muốn Lai Mẫn để ý đến lời nói việc làm.
Lai Mẫn mất trong những năm Cảnh Diệu (258 - 263), thọ 97 tuổi.

## Nhận xét
Trần Thọ nhận xét:: Hứa, Mạnh, Lai, Lý thấy nhiều biết rộng, Doãn Mặc tinh thông Tả thị, tuy không lấy đức, nghiệp nổi danh, nhưng cũng là một đời học sĩ.

## Trong văn hóa
Trong tiểu thuyết Tam quốc diễn nghĩa, Lai Mẫn xuất hiện ở hồi 91, được giữ chức tế tửu, lưu tại hậu phương khi Gia Cát Lượng xuất quân bắc phạt.